# مارمولک خاردم آبنوسی
مارمولک خاردم آبنوسی (نام علمی: Uromastyx alfredschmidti) نام یک گونه از سرده مارمولک خاردم است. این مارمولک در الجزایر و لیبی زندگی می‌کند اما زیستگاه آن در معرض خطر است.